# Rifugio Pelizzo
Il rifugio Guglielmo e Giovanni Pelizzo al Matajur è un rifugio alpino situato in provincia di Udine, sul versante sud del monte Matajur, ad una quota di 1320 m s.l.m.

## Storia
Il rifugio fu inaugurato nel 1975, con la dedica a Guglielmo Pelizzo, che fu sindaco di Cividale e senatore della Repubblica; da allora è stato ampliato più volte. Nel 2015, in occasione del 40º anniversario della fondazione, è stato intitolato anche a Giovanni Pelizzo, già presidente della provincia di Udine e del CAI di Cevedale, morto l'anno prima.
Nei pressi del rifugio, nel corso della prima guerra mondiale, passava l'ultima linea di difesa italiana approntata dalla 2ª Armata per la protezione della pianura friulana in caso di sfondamento dei reparti combattenti nelle posizioni avanzate.
Il monte Matajur passò alla storia in quanto, nel corso della battaglia di Caporetto, il tenente Rommel, il futuro feldmaresciallo, ne conquistò la cima.
Il 24 ottobre 1917, dopo un lungo bombardamento, il tenente Rommel, a capo di sei compagnie tedesche, lanciò una veloce offensiva, con la tattica dell'attacco a sorpresa, sul Colovrat e in breve tempo ne conquistò le cime.
Invase quindi la vallata di Savogna ed attaccò il Matajur, difeso dalla Brigata Salerno.
Dopo 52 ore di marce sfibranti ed audaci combattimenti, ne conquistò la vetta facendo quasi 9000 prigionieri ed un enorme bottino di materiale bellico.
L'avanzata del tenente Rommel fu uno dei più importanti episodi della battaglia di Caporetto perché fu determinante per la tragica ritirata italiana.

## Caratteristiche
Il rifugio è costituito da una struttura in muratura di pietrame, a due piani. Dispone di 24 posti letto, ed offre servizio alberghetto e ristorazione, con 110 coperti. È dotato di acqua corrente, servizi igienici e docce interni, impianto elettrico, telefono fisso.

## Sentieri
Nella zona del rifugio transitano i sentieri contraddistinti dai segnavia CAI:
- 736 e 736a Alta Via Valli del Natisone[4][5];
- 725 Sentiero naturalistico Monte Matajur[6];
- 749 e 749a Sentiero naturalistico Monte Matajur[7];
- 746 Alta Via Valli del Natisone[8];
- Sentiero Rifugio Pelizzo - Rifugio Dom na Matajure - vetta[9];

e la via Palma (sentiero per escursionisti esperti con difficoltà alpinistiche), contrassegnata dal segnavia numero 724.

## Apertura
Il rifugio è aperto tutto l'anno.

## Accessi

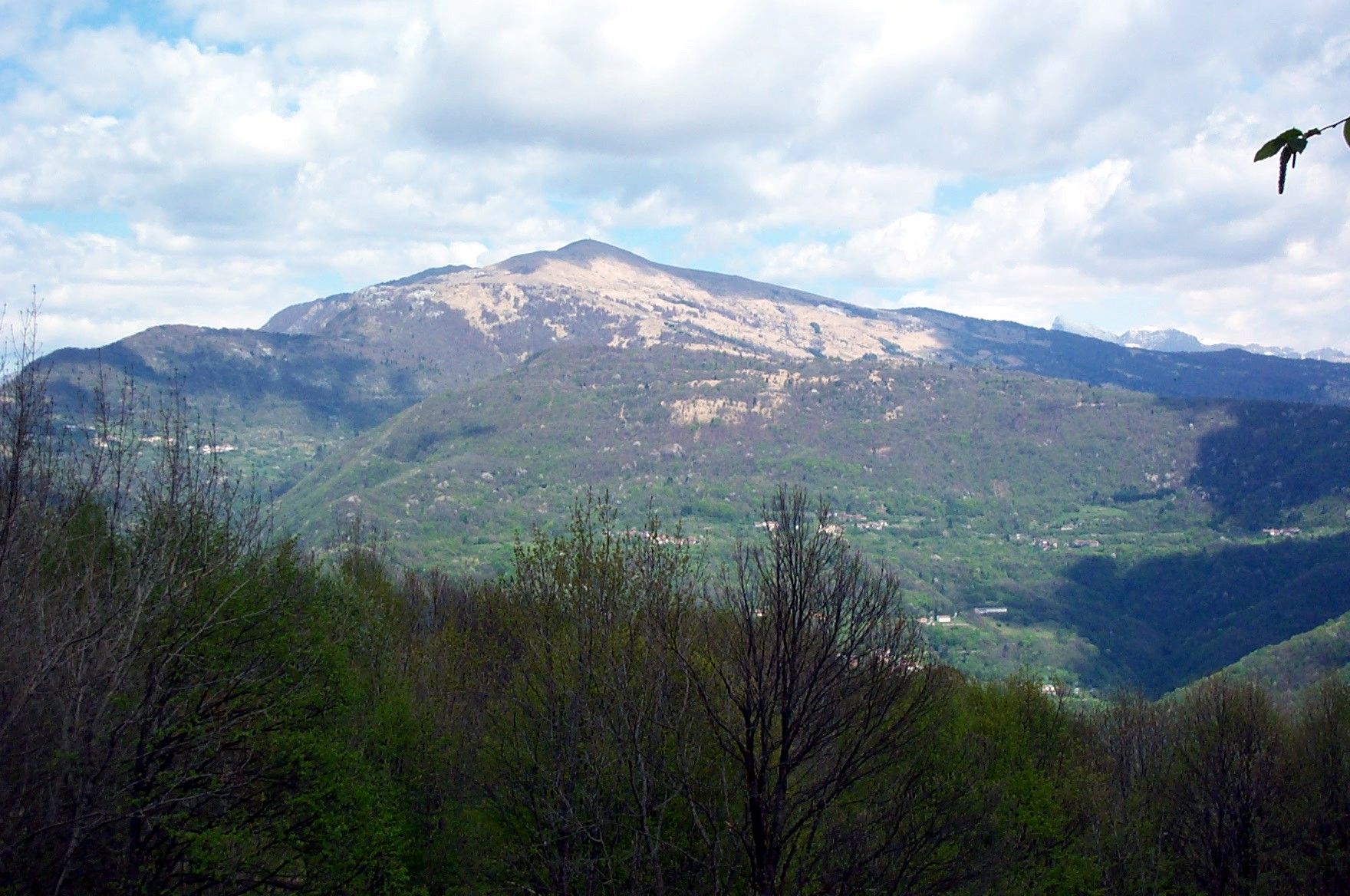
Il monte Matajur

Il rifugio è raggiungibile, con i mezzi motorizzati, seguendo la strada del monte Matajur da Savogna.
Si può inoltre accedere al rifugio a piedi usufruendo di diversi itinerari:
- da Masseris per il sentiero 736A (2h 30');
- da Cepletischis per il sentiero 736 "Sentiero naturalistico monte Matajur" (3h 15');
- da Stupizza, per il sentiero 725 fino alle le malghe di Mersino, e quindi seguendo il sentiero 736 (3h 30').

## Ascensioni
- Monte Matajur (1641 m)[11]

## Traversate
- tappa della Via Alpina (itinerario Giallo), tra il Rifugio Casoni Solarie e Montemaggiore di Taipana
- al rifugio Dom Na Matajure in comune di Savogna[12];
- lungo il percorso del Sentiero naturalistico monte Matajur[13];
- anello del monte Matajur[14]
- al rifugio Solarie attraverso l'Alta Via delle Valli del Natisone (quattro ore e mezzo circa a piedi)[15];
- sentiero della Pace: dal Natisone al Matajur (in mountain bike) [16]
- sui passi di Rommel dal Matajur al Colovrat (18 chilometri a piedi ed in mountain bike); passeggiata transfontaliera con visita al museo all'aperto del Na Gradu Klabuk [17].

Il rifugio è inoltre menzionato quale punto di appoggio per il Sentiero Italia passante per i sentieri CAI nº 725 e 736 ;